# Affaire E.B. contre France
Dans l'arrêt E.B. c. France du 22 janvier 2008, la Cour européenne des droits de l'homme a dit, par dix voix contre sept, qu'il y a eu violation de l'article 14 de la Convention européenne des droits de l'homme, combiné avec l'article 8, en raison de la distinction, dictée par des considérations tenant à l'orientation sexuelle de la requérante, opérée par les autorités françaises pour rejeter une demande d'agrément en vue d'adopter. La requérante a été défendue par Me Caroline Mécary.